# Zehner-Polka
Die Zehner-Polka ist eine Polka von Johann Strauss (Sohn) (op. 121). Das Werk wurde am 24. November 1852 im Tanzlokal Zum Sperl erstmals aufgeführt.